# Максим Паскалев
Максим Кирилов Паскалев е български миньор, член на ЦК на БКП.

## Биография
Роден е на 22 януари 1940 г. в София. Работи като миньор в СО „Минстрой“, като бригадир на комплексна проходческа бригада. Неговата бригада в състав от 223 души участва в строителството на тунелите „Траянови врата“ и „Витиня-юг“. От 4 април 1981 до 1990 г. е член на ЦК на БКП. След това е избран за член на Висшия съвет на БСП. Член е на бюрото на Окръжния комитет на БКП в София. С указ № 1725 от 26 юли 1980 г. е обявен за герой на социалистическия труд на България. Награждаван е и с „Орден на труда – златен“ (1976).